# Reinaldinho (futebolista)
Reinaldo Rosa dos Santos ou simplesmente Reinaldo ou ainda Reinaldinho (Belo Horizonte, 1 de julho de 1976) é um ex-atacante do futebol brasileiro.

## Carreira
Cria do Grêmio Mineiro Venda Nova, Reinaldo chegou ao Atlético Mineiro em 1990 e logo ganhou espaço no alvinegro, após uma excursão para a Austrália, onde marcou dez gols num só duelo, foi acionado para a equipe infantil e, em pouco tempo, colecionou artilharias. Foi levado ao time profissional em 1993, onde estreou com 16 anos e 8 meses. No ano seguinte, o jogador foi vice-artilheiro do Brasileirão, com 12 gols, atrás de Amoroso (Guarani) e Túlio (Botafogo), com 13.
Disputou pela Seleção o Campeonato Sul-Americano Sub-20 de 1995, onde foi escolhido o melhor jogador do torneio e também foi o artilheiro, com 8 gols em 5 jogos.
Após conquistar o Campeonato Mineiro, foi vendido para o Anderlecht, da Bélgica, em 1995. Na equipe principal do Galo, Reinaldo marcou 53 gols em 116 jogos disputados.
Depois de um ano na Europa, foi comprado pela Parmalat e levado para o Palmeiras em 1996.
Em 1997, rumou para o rival atleticano, o Cruzeiro, onde conquistou a Libertadores, na reserva. Em 16 março de 1997, participou do videoclipe do Skank, da música "É uma partida de futebol", gravado no dia de Atlético-MG x Cruzeiro, partida na qual marcou um gol.
No ano de 2007, jogou no Vila Nova, onde se aposentou do futebol após disputar o Campeonato Brasileiro da Série C.
Após encerrar a carreira, em 2009 montou um grupo musical, batizado de Pagode do Rei, onde tocava percussão e era vocalista.

## Títulos
Atlético-MG
- Campeonato Mineiro: 1995

Anderlecht
- Campeonato Belga: 1994-95
- Supercopa da Bélgica: 1995

Palmeiras
- Campeonato Paulista: 1996[17]

Cruzeiro
- Campeonato Mineiro: 1997
- Libertadores da América: 1997

Atlético-PR
- Campeonato Paranaense: 2000

Gama
- Campeonato Brasiliense: 2001